# Sahara de Lommel
Le Sahara de Lommel (en néerlandais : Lommelse Sahara) est une réserve naturelle au paysage composé de dunes et de sable, d'une superficie de 193 hectares, située sur le territoire de la commune belge de Lommel (province de Limbourg). La zone est classée Natura 2000.
Le parc doit son existence à la pollution de la Société métallurgique de Lommel : au début du XXe siècle, la famille allemande Schulte, déjà détentrice de la Zinkfabriek Overpelt (nl) voisine, a acquis les terres originellement peuplées de bruyère pour y implanter une autre usine de zinc, laquelle a détruit la végétation. Le soleil, le vent et le sable ont ensuite parachevé la formation d'un désert. Après quelques décennies, les autorités locales y ont planté des conifères afin de stabiliser le sable,.
Situé dans le voisinage immédiat du canal campinois, cette réserve fait partie du Paysage régional Basse Campine (Regionaal Landschap Lage Kempen) reconnu. On y trouve un lac entouré de pins et une tour d'observation haute de trente mètres construite en 2013, pour un coût de 342 000 €, ainsi qu'une passerelle piétonne enjambant le canal Bocholt-Herentals et reliant deux zones naturelles : le Sahara lommelois et la Blekerheide (nl). La construction en forme de S, alliant superbement acier et bois, est suspendue à deux pylônes en acier. Les cyclotouristes apprécient le point de vue .
La réserve a servi de cadre pour plusieurs films, dont Frits et Freddy et sa suite, Frits et Franky (nl). 

## Images
Des randonneurs y ont réalisé en 2020 un reportage photographique . La même année, la RTBF a également mis en avant cette zone naturelle.

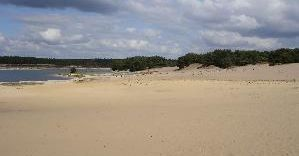
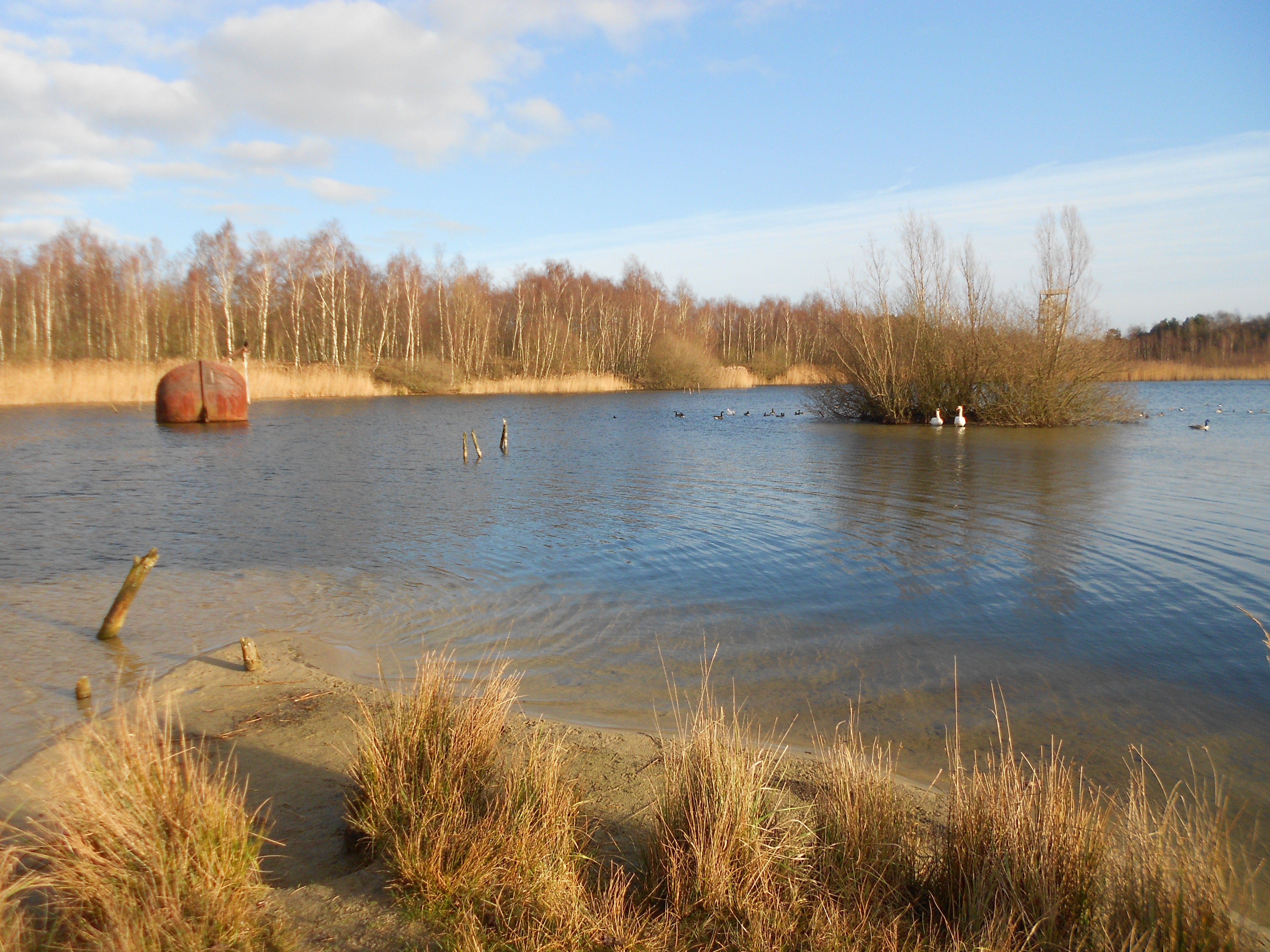
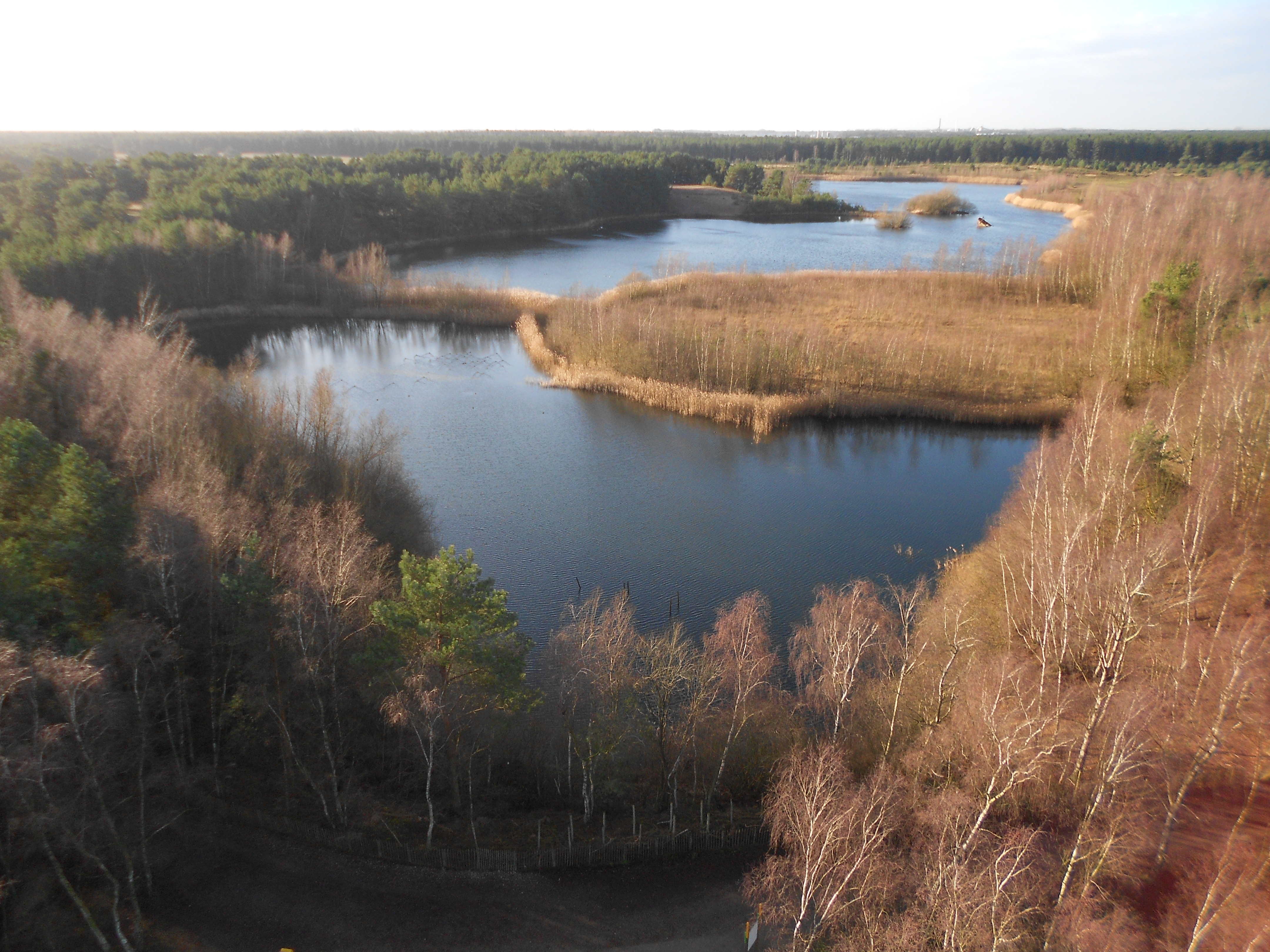